# Sülfeld
Sülfeld település Németországban, Schleswig-Holstein tartományban. Lakosainak száma 3316 fő (2023. december 31.).

## Népesség
A település népességének változása:
| Lakosok száma | 2611 | 3213 | 3246 | 3289 | 3335 | 3316 |
|               | 1975 | 2017 | 2019 | 2021 | 2022 | 2023 |